# Austrolimnophila thornei
Austrolimnophila thornei är en tvåvingeart som först beskrevs av Wood 1952.  Austrolimnophila thornei ingår i släktet Austrolimnophila och familjen småharkrankar. Inga underarter finns listade i Catalogue of Life.